# Jonny Evans
Jonathan Grant „Jonny” Evans (n. 3 ianuarie 1988, Belfast, Irlanda de Nord, Regatul Unit) este un fotbalist britanic, irlandez și engleză retras din activitate, care a jucat pe post de fundaș central la echipe ca Manchester United, Leicester și West Bromwich. Pe plan internațional, are prezențe la națională pentru Irlanda de Nord U21⁠(d), Irlanda de Nord și Irlanda de Nord U17⁠(d).
Evans și-a început cariera la Greenisland FC, acolo unde a fost descoperit de către scouterii echipei Manchester United. În primii ani petrecuți la formația din Manchester, fundașul a fost împrumutat timp de un sezon la Royal Antwerp și două sezoane la Sunderland. Este al doilea cel mai decorat fotbalist din Irlanda de Nord, câștigând 10 trofee majore.